# 영국의 통합 당국

통합 당국 (붉은색 표시)

통합 당국 (Combined authority)는 잉글랜드의 행정 구역 단위이자 지방 정부 주체이다. 그레이터런던을 제외한 지역에 적용되는 제도로서 2009년 지역민주주의 경제개발 건설법 (Local Democracy, Economic Developement and Construction Act 2009) 제정으로 출범되었다. 통합당국은 각 지역 정부가 자발적으로 모여서 구성하며, 중앙 정부로부터 특정 권한을 위임받아, 교통과 경제 정책을 더 넓은 지역에 걸쳐 보다 효과적으로 적용하기 위해 적절한 책임을 다한다.
통합 당국은 교통 개선, 경제개발, 지역재생이 필요한 지역에 설치된다. 2011년 4월 1일 그레이터맨체스터 통합 당국 출범을 시작으로, 2014년 4개, 2016년 2개, 2017년 1개, 2018년 1개가 설치, 현재 총 10개가 설치되어 있다.

## 목록
2012년 잉글랜드 시장 주민투표가 부결된 이후, 도시간 협약의 일환으로 추가 권한과 예산을 지원받을 수 있는 대안으로 통합당국 설치가 본격화되었다.
|                                                       | 지역당국                  | 주지사 구역                                           | 지방                                                  | 출범일          | 행정수도     | 인구        | 위치        |             |
| 시장급 당국                                           | 시장급 당국               | 시장급 당국                                           | 시장급 당국                                           | 시장급 당국     | 시장급 당국  | 시장급 당국 | 시장급 당국 | 시장급 당국 |
| ----------------------------------------------------- | ------------------------- | ----------------------------------------------------- | ----------------------------------------------------- | --------------- | ------------ | ----------- | ----------- | ----------- |
| 케임브리지셔 피터버러 Cambridgeshire and Peterborough | 케임브리지                | 케임브리지셔                                          | 이스트                                                | 2017년 3월 3일  | 엘리         | 859,800명   |             |             |
| 케임브리지셔 피터버러 Cambridgeshire and Peterborough | 이스트케임브리지셔        | 케임브리지셔                                          | 이스트                                                | 2017년 3월 3일  | 엘리         | 859,800명   |             |             |
| 케임브리지셔 피터버러 Cambridgeshire and Peterborough | 펀랜드                    | 케임브리지셔                                          | 이스트                                                | 2017년 3월 3일  | 엘리         | 859,800명   |             |             |
| 케임브리지셔 피터버러 Cambridgeshire and Peterborough | 헌팅던셔                  | 케임브리지셔                                          | 이스트                                                | 2017년 3월 3일  | 엘리         | 859,800명   |             |             |
| 케임브리지셔 피터버러 Cambridgeshire and Peterborough | 피터버러                  | 케임브리지셔                                          | 이스트                                                | 2017년 3월 3일  | 엘리         | 859,800명   |             |             |
| 케임브리지셔 피터버러 Cambridgeshire and Peterborough | 사우스케임브리지셔        | 케임브리지셔                                          | 이스트                                                | 2017년 3월 3일  | 엘리         | 859,800명   |             |             |
| 그레이터맨체스터 Greater Manchester                   | 볼턴                      | 그레이터맨체스터                                      | 노스웨스트                                            | 2011년 4월 1일  | 맨체스터     | 2,848,300명 |             |             |
| 그레이터맨체스터 Greater Manchester                   | 베리                      | 그레이터맨체스터                                      | 노스웨스트                                            | 2011년 4월 1일  | 맨체스터     | 2,848,300명 |             |             |
| 그레이터맨체스터 Greater Manchester                   | 올덤                      | 그레이터맨체스터                                      | 노스웨스트                                            | 2011년 4월 1일  | 맨체스터     | 2,848,300명 |             |             |
| 그레이터맨체스터 Greater Manchester                   | 맨체스터                  | 그레이터맨체스터                                      | 노스웨스트                                            | 2011년 4월 1일  | 맨체스터     | 2,848,300명 |             |             |
| 그레이터맨체스터 Greater Manchester                   | 로치데일                  | 그레이터맨체스터                                      | 노스웨스트                                            | 2011년 4월 1일  | 맨체스터     | 2,848,300명 |             |             |
| 그레이터맨체스터 Greater Manchester                   | 솔퍼드                    | 그레이터맨체스터                                      | 노스웨스트                                            | 2011년 4월 1일  | 맨체스터     | 2,848,300명 |             |             |
| 그레이터맨체스터 Greater Manchester                   | 스톡포트                  | 그레이터맨체스터                                      | 노스웨스트                                            | 2011년 4월 1일  | 맨체스터     | 2,848,300명 |             |             |
| 그레이터맨체스터 Greater Manchester                   | 테임사이드                | 그레이터맨체스터                                      | 노스웨스트                                            | 2011년 4월 1일  | 맨체스터     | 2,848,300명 |             |             |
| 그레이터맨체스터 Greater Manchester                   | 트래퍼드                  | 그레이터맨체스터                                      | 노스웨스트                                            | 2011년 4월 1일  | 맨체스터     | 2,848,300명 |             |             |
| 그레이터맨체스터 Greater Manchester                   | 위건                      | 그레이터맨체스터                                      | 노스웨스트                                            | 2011년 4월 1일  | 맨체스터     | 2,848,300명 |             |             |
| 리버풀시티리전 Liverpool City Region                  | 홀턴                      | 체셔                                                  | 노스웨스트                                            | 2014년 4월 1일  | 리버풀       | 1,564,000명 |             |             |
| 리버풀시티리전 Liverpool City Region                  | 노즐리                    | 머지사이드                                            | 노스웨스트                                            | 2014년 4월 1일  | 리버풀       | 1,564,000명 |             |             |
| 리버풀시티리전 Liverpool City Region                  | 리버풀                    | 머지사이드                                            | 노스웨스트                                            | 2014년 4월 1일  | 리버풀       | 1,564,000명 |             |             |
| 리버풀시티리전 Liverpool City Region                  | 세프턴                    | 머지사이드                                            | 노스웨스트                                            | 2014년 4월 1일  | 리버풀       | 1,564,000명 |             |             |
| 리버풀시티리전 Liverpool City Region                  | 세인트헬렌스              | 머지사이드                                            | 노스웨스트                                            | 2014년 4월 1일  | 리버풀       | 1,564,000명 |             |             |
| 리버풀시티리전 Liverpool City Region                  | 위럴                      | 머지사이드                                            | 노스웨스트                                            | 2014년 4월 1일  | 리버풀       | 1,564,000명 |             |             |
| 노스오브타인 North of Tyne                            | 뉴캐슬어펀타인            | 타인 위어                                             | 노스이스트                                            | 2018년 11월 2일 | 월센드       | 839,500명   |             |             |
| 노스오브타인 North of Tyne                            | 노스타인사이드            | 타인 위어                                             | 노스이스트                                            | 2018년 11월 2일 | 월센드       | 839,500명   |             |             |
| 노스오브타인 North of Tyne                            | 노섬벌랜드                |                                                       | 노스이스트                                            | 2018년 11월 2일 | 월센드       | 839,500명   |             |             |
| 사우스요크셔 South Yorkshire                          | 반슬리                    | 사우스요크셔                                          | 요크셔 험버                                           | 2014년 4월 1일  | 셰필드       | 1,415,100명 |             |             |
| 사우스요크셔 South Yorkshire                          | 동커스터                  | 사우스요크셔                                          | 요크셔 험버                                           | 2014년 4월 1일  | 셰필드       | 1,415,100명 |             |             |
| 사우스요크셔 South Yorkshire                          | 로더럼                    | 사우스요크셔                                          | 요크셔 험버                                           | 2014년 4월 1일  | 셰필드       | 1,415,100명 |             |             |
| 사우스요크셔 South Yorkshire                          | 셰필드                    | 사우스요크셔                                          | 요크셔 험버                                           | 2014년 4월 1일  | 셰필드       | 1,415,100명 |             |             |
| 티스밸리 Tees Valley                                  | 달링턴                    | 더럼                                                  | 노스이스트                                            | 2016년 4월 1일  | 소너비온티스 | 667,200명   |             |             |
| 티스밸리 Tees Valley                                  | 하틀풀                    | 더럼                                                  | 노스이스트                                            | 2016년 4월 1일  | 소너비온티스 | 667,200명   |             |             |
| 티스밸리 Tees Valley                                  | 스톡턴온티스 (노스티스)   | 더럼                                                  | 노스이스트                                            | 2016년 4월 1일  | 소너비온티스 | 667,200명   |             |             |
| 티스밸리 Tees Valley                                  | 스톡턴온티스 (사우스티스) | 노스요크셔                                            | 노스이스트                                            | 2016년 4월 1일  | 소너비온티스 | 667,200명   |             |             |
| 티스밸리 Tees Valley                                  | 미들즈브러                | 노스요크셔                                            | 노스이스트                                            | 2016년 4월 1일  | 소너비온티스 | 667,200명   |             |             |
| 티스밸리 Tees Valley                                  | 레드카 클리블랜드         | 노스요크셔                                            | 노스이스트                                            | 2016년 4월 1일  | 소너비온티스 | 667,200명   |             |             |
| 웨스트미들랜즈 West Midlands                          | 버밍엄                    | 웨스트미들랜즈 (웨스트미들랜즈주·웨스트미들랜즈 지방) | 웨스트미들랜즈 (웨스트미들랜즈주·웨스트미들랜즈 지방) | 2016년 6월 17일 | 버밍엄       | 2,939,900명 |             |             |
| 웨스트미들랜즈 West Midlands                          | 코번트리                  | 웨스트미들랜즈 (웨스트미들랜즈주·웨스트미들랜즈 지방) | 웨스트미들랜즈 (웨스트미들랜즈주·웨스트미들랜즈 지방) | 2016년 6월 17일 | 버밍엄       | 2,939,900명 |             |             |
| 웨스트미들랜즈 West Midlands                          | 더들리                    | 웨스트미들랜즈 (웨스트미들랜즈주·웨스트미들랜즈 지방) | 웨스트미들랜즈 (웨스트미들랜즈주·웨스트미들랜즈 지방) | 2016년 6월 17일 | 버밍엄       | 2,939,900명 |             |             |
| 웨스트미들랜즈 West Midlands                          | 샌드웰                    | 웨스트미들랜즈 (웨스트미들랜즈주·웨스트미들랜즈 지방) | 웨스트미들랜즈 (웨스트미들랜즈주·웨스트미들랜즈 지방) | 2016년 6월 17일 | 버밍엄       | 2,939,900명 |             |             |
| 웨스트미들랜즈 West Midlands                          | 솔리헐                    | 웨스트미들랜즈 (웨스트미들랜즈주·웨스트미들랜즈 지방) | 웨스트미들랜즈 (웨스트미들랜즈주·웨스트미들랜즈 지방) | 2016년 6월 17일 | 버밍엄       | 2,939,900명 |             |             |
| 웨스트미들랜즈 West Midlands                          | 월솔                      | 웨스트미들랜즈 (웨스트미들랜즈주·웨스트미들랜즈 지방) | 웨스트미들랜즈 (웨스트미들랜즈주·웨스트미들랜즈 지방) | 2016년 6월 17일 | 버밍엄       | 2,939,900명 |             |             |
| 웨스트미들랜즈 West Midlands                          | 울버햄턴                  | 웨스트미들랜즈 (웨스트미들랜즈주·웨스트미들랜즈 지방) | 웨스트미들랜즈 (웨스트미들랜즈주·웨스트미들랜즈 지방) | 2016년 6월 17일 | 버밍엄       | 2,939,900명 |             |             |
| 웨스트오브잉글랜드 West of England                    | 바스 노스이스트서머싯     | 서머싯                                                | 사우스웨스트                                          | 2017년 2월 9일  | 브리스톨     | 950,000명   |             |             |
| 웨스트오브잉글랜드 West of England                    | 브리스톨                  | 브리스톨                                              | 사우스웨스트                                          | 2017년 2월 9일  | 브리스톨     | 950,000명   |             |             |
| 웨스트오브잉글랜드 West of England                    | 사우스글로스터셔          | 글로스터셔                                            | 사우스웨스트                                          | 2017년 2월 9일  | 브리스톨     | 950,000명   |             |             |
| 웨스트요크셔 West Yorkshire                           | 브랫퍼드                  | 웨스트요크셔                                          | 요크셔 험버                                           | 2014년 4월 1일  | 리즈         | 2,345,200명 |             |             |
| 웨스트요크셔 West Yorkshire                           | 콜더데일                  | 웨스트요크셔                                          | 요크셔 험버                                           | 2014년 4월 1일  | 리즈         | 2,345,200명 |             |             |
| 웨스트요크셔 West Yorkshire                           | 커클리스                  | 웨스트요크셔                                          | 요크셔 험버                                           | 2014년 4월 1일  | 리즈         | 2,345,200명 |             |             |
| 웨스트요크셔 West Yorkshire                           | 리즈                      | 웨스트요크셔                                          | 요크셔 험버                                           | 2014년 4월 1일  | 리즈         | 2,345,200명 |             |             |
| 웨스트요크셔 West Yorkshire                           | 웨이크필드                | 웨스트요크셔                                          | 요크셔 험버                                           | 2014년 4월 1일  | 리즈         | 2,345,200명 |             |             |
| 비시장급 통합 당국                                    |                           |                                                       |                                                       |                 |              |             |             |             |
| 노스이스트 North East                                 | 더럼                      | 더럼                                                  | 노스이스트                                            | 2014년 4월 15일 | 사우스실즈   | 1,164,100명 |             |             |
| 노스이스트 North East                                 | 게이츠헤드                | 타인 위어                                             | 노스이스트                                            | 2014년 4월 15일 | 사우스실즈   | 1,164,100명 |             |             |
| 노스이스트 North East                                 | 사우스타인사이드          | 타인 위어                                             | 노스이스트                                            | 2014년 4월 15일 | 사우스실즈   | 1,164,100명 |             |             |
| 노스이스트 North East                                 | 선덜랜드                  | 타인 위어                                             | 노스이스트                                            | 2014년 4월 15일 | 사우스실즈   | 1,164,100명 |             |             |

## 같이 보기
- 영국의 행정 구역
  - 잉글랜드의 행정 구역